# Myaka myaka
Myaka myaka é uma espécie de peixe da família Cichlidae.
É endémica de Camarões.